# 90

## Події
- Римські консули: Тит Флавій Доміціан та Марк Кокцей Нерва
- Римська провінція Германія поділена на Нижню Германію та Верхню Германію

## Померли
- Діоскорід - давньоримський військовий лікар грецького походження, фармаколог і натураліст, один із засновників ботаніки.